# Jenner Augusto
Jenner Augusto da Silveira (Aracaju, 11 de novembro de 1924 — Salvador, 2 de março de 2003) foi um pintor brasileiro.
Realizou sua primeira exposição individual no Rio de Janeiro em 1950, época em que conheceu Portinari. Em 1956, conquistou Medalha de Ouro no VI Salão Baiano de Belas Artes. Em 1963, recebeu o grande prêmio de pintura do III Salão de Artes Plásticas do Rio Grande do Sul e em 1965 realizou sua primeira exposição individual em São Paulo, na Galeria Astréia.
Também foi cartazista, ilustrador, desenhista e gravador.